# Ernst Matthes (Maler)
Ernst Matthes (* 11. Januar 1878 in Bremen; † 3. November 1918 an der Westfront) war ein deutscher Maler und Zeichner.

## Leben

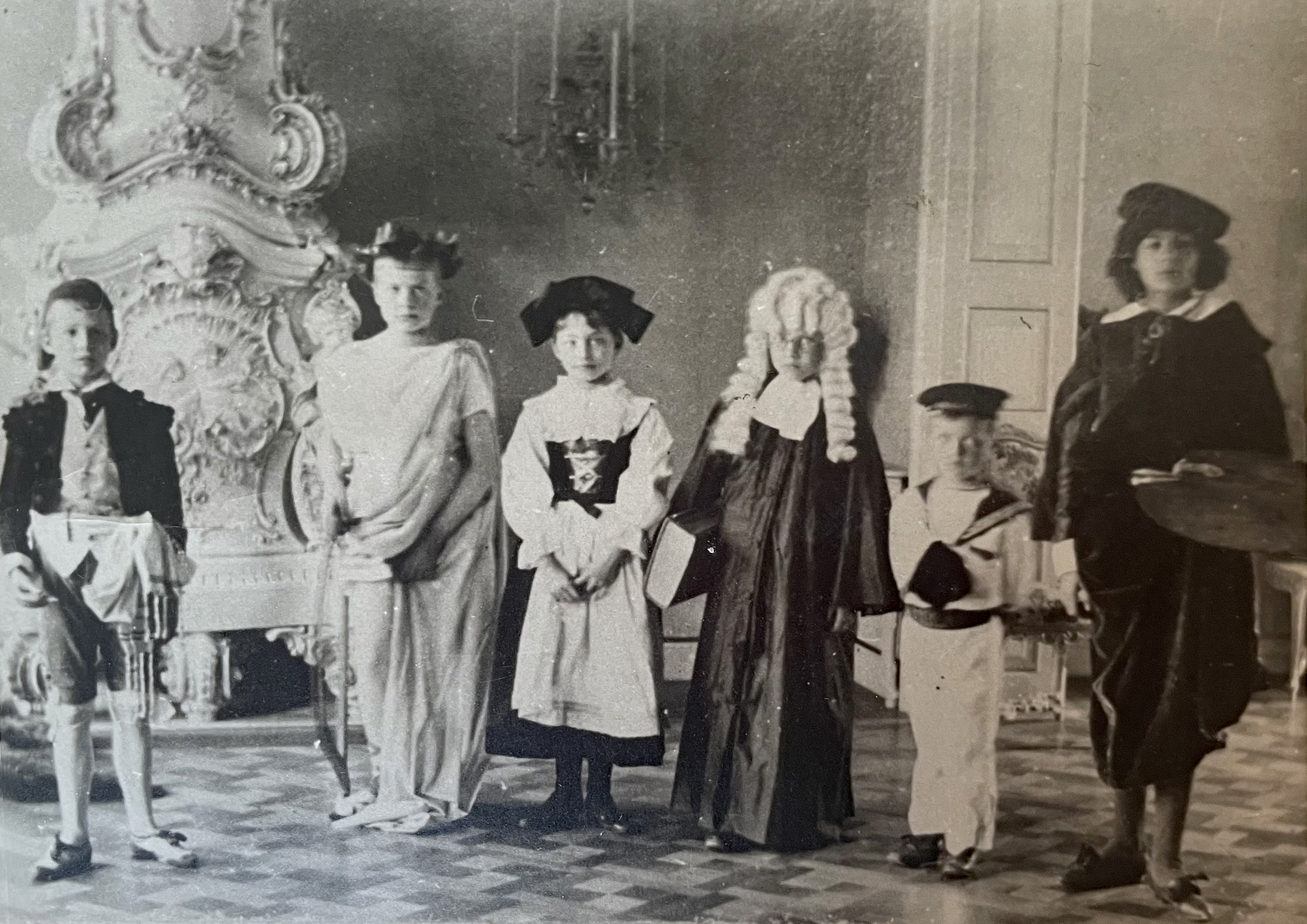
Ernst Matthes (rechts außen) bei der Aufführung zur Silbernen Hochzeit seiner Tante Marie Steinmetz im Musikzimmer Goltsteinstraße 11 in Düsseldorf, am 16. Mai 1888

Ernst Matthes war der Sohn des Ernst Matthes (1848–1906), Fabrikant einer Baumwollspinnerei in Düsseldorf, und der Agnes, geborene Louise Agnes Wätjen (1853–1923), Tochter des Reeders Christian Heinrich Wätjen in Bremen. Aufgewachsen in Düsseldorf studierte Ernst Matthes ab 1892 an der Kunstakademie Düsseldorf anfänglich in der Elementarklasse von Heinrich Lauenstein, gefolgt von der Vorbereitungsklasse in 1894 von Peter Janssen dem Älteren und Arthur Kampf und ab Herbst 1897 an der Münchener Akademie in der Naturklasse von Gabriel von Hackl und später bei Willy von Beckerath.
1900 siedelte Matthes Paris um, wohnte 1909 in der Rue Cavalotti Nr. 5 im Stadtviertel Quartier des Grandes-Carrières, dann in der Rue Blanche Nr. 72 im Quartier Saint-Georges. Zwischen 1910 und 1911 bereiste Matthes Spanien und Tanger in Marokko. 1911 kehrte er nach Deutschland zurück und ließ sich in Berlin nieder und wohnte Potsdamer Straße 121c.
Seit 1907 nahm Matthes an den Ausstellungen der Berliner Secession teil. Zur Frühjahrsausstellung der Secession von 1916 bedankte er sich bei dem Redakteur Willy Ganske für dessen Besprechung. „Es hat mich sehr gefreut darin die freundlichen Worte zu finden, mit denen Sie meine dort ausgestellten Bilder erwähnen […]“.
Im Ersten Weltkrieg wurde Ernst Matthes Kavallerieoffizier, war an den Kriegsfronten im Osten und Westen, und wurde kurz vor dem Waffenstillstand von Compiègne, am 3. November 1918 auf dem Rückzug aus Frankreich von einer tödlichen Kugel getroffen.
Er schuf vorwiegend Aquarelle, Gouachen und Lithographien und signierte diese mit E. Matthes. Seine Illustrationen sind in ihrer Art satirische Karikaturen.

## Werk (Auswahl)
- Im roten Meer. Aquarell
- Die Logen. Aquarell
- Angler an der Seine. Zeichnung
- Der Klub. Zeichnung
- Die Logen. Zeichnung
- Im Bois du Boulogne. Zeichnung
- Bei Rodin. Zeichnung

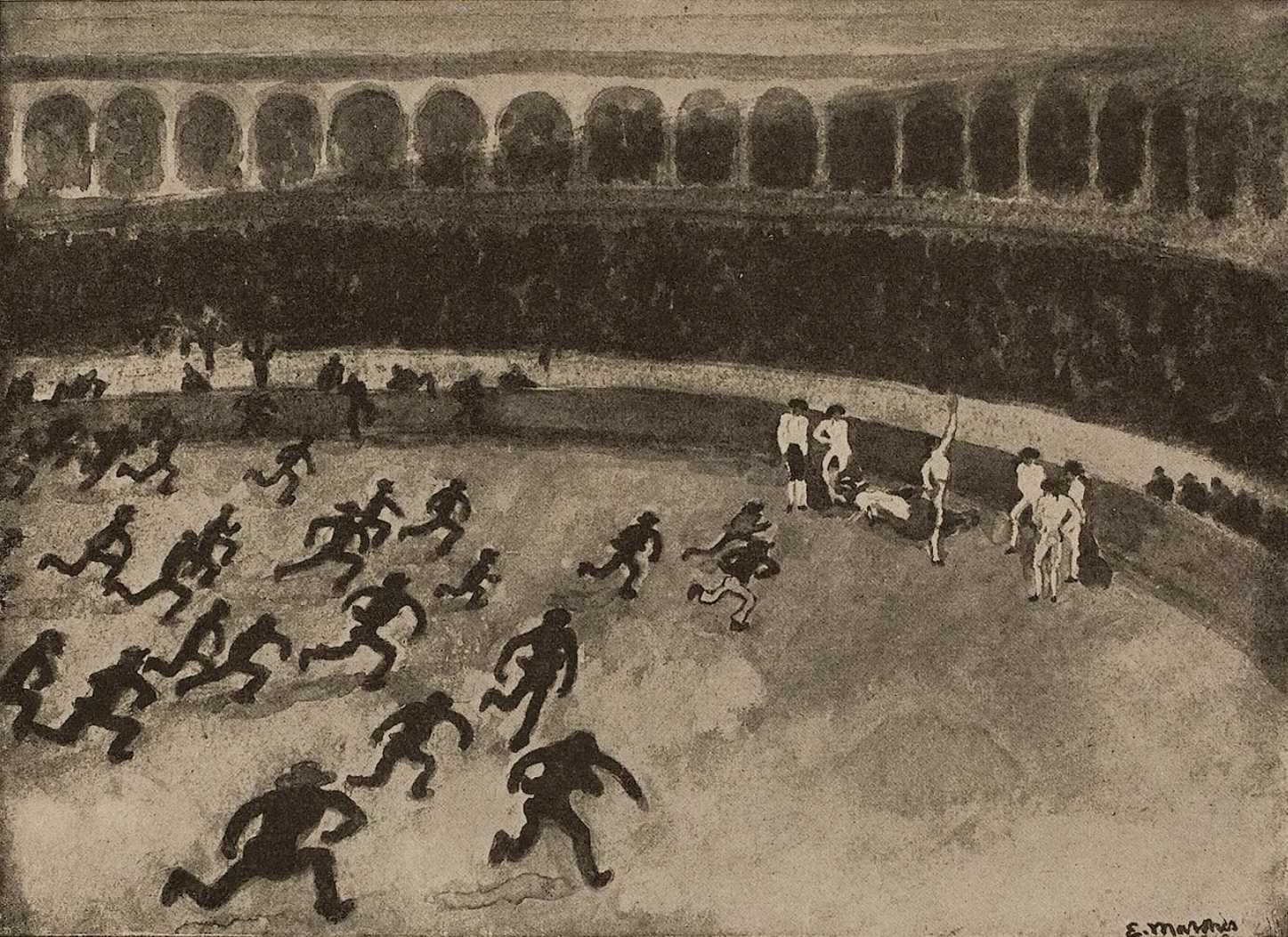
Stiergefecht, E. Matthes, um 1910

- Porträt Otto Julius Bierbaum. Zeichnung
- Music-Hall. Gouache
- Tee im Bois (de Boulogne). Aquarell
- Promenoir. Aquarell
- Die Bar. Aquarell
- Im Bois. Aquarell
- Im Restaurant. farbige Zeichnung
- Reiter im Bois. Aquarell
- Ball im Élysée. Gouache
- Armenonville. Aquarell
- Straße in Sevilla. Gouache
- Silla del moro. Aquarell
- Albaicin. Granada. Aquarell
- Platz in Tetuan. Aquarell
- Platz am Hafen in Tanger. Farbige Zeichnung
- Straße in Tanger. Zeichnung
- Marktplatz in Tanger. Zeichnung
- Club in Madrid. Zeichnung
- Straße in Ronda. Zeichnung
- Sommertag
- Stierkampfarena (Stiergefecht). Farbige Zeichnung
- Am Strand
- Jungbrunnen. Aquarell
- Abend am Wannsee. Aquarell
- Weiße Reiher. Aquarell
- Künstliche Blumen. Aquarell
- Kostümwahl. Aquarell
- Kaffee am Potsdamer Platz in Berlin. Zeichnung. Harvard Art Museums/Busch-Reisinger Museum (Objekt Nr. BR76.9)
- Illustration zum Verbot der damaligen Vogelfeder-Hutmode (Der Kampf gegen die Paradiesvogel-Hüte), im Jahresheft 1914 des Bundes für Vogelschutz[7]

## Ausstellungen (Auswahl)
- 1906: Deutsche Kunstausstellung in der Flora, Kölner Verein zur Förderung der Ausstellung, Verband der Kunstfreunde in den Ländern am Rhein
- 1907/1908: XIV. Ausstellung der Berliner Secession, Zeichnende Künste Berlin
- 1908: Frühjahr-Ausstellung des Vereins bildender Künstler Münchens, Königliches Kunstausstellungsgebäude am Königsplatz
- 1908: XVI. Ausstellung der Berliner Secession, Zeichnende Künste Berlin, im Ausstellungshaus am Kurfürstendamm 208
- 1909/1910: XIX. Ausstellung der Berliner Secession, Zeichnende Künste Berlin, im Ausstellungshaus am Kurfürstendamm 208
- 1910/1911: XXI. Ausstellung der Berliner Secession, Zeichnende Künste Berlin, im Ausstellungshaus am Kurfürstendamm 208
- 1911: XXIII. Ausstellung der Berliner Secession, Zeichnende Künste Berlin, im Ausstellungshaus am Kurfürstendamm 208
- 1913: XXVI. Ausstellung der Berliner Secession, im Ausstellungshaus am Kurfürstendamm 208
- 1914: Internationale Ausstellung, in der Kunsthalle Bremen
- 1972: Kunsthalle Bremen
- 1973: Busch-Reisinger Museum, Cambridge, USA